# Jezioro Miejskie (Pojezierze Myśliborskie)
Jezioro Miejskie – jezioro przepływowe, znajdujące się na wschód od granic administracyjnych Trzcińska-Zdroju (zachodni brzeg w części stanowi naturalną granicę gminy), w południowo-zachodniej części województwa zachodniopomorskiego. Wchodzi w skład Pojezierza Myśliborskiego. Jezioro o wydłużonym kształcie. Połączone jest z Jeziorem Strzeszowskim Kanałem Strzeszowskim. Poza tym przez jezioro przepływa rzeka Rurzyca, przez co połączone jest ono z Jeziorem Klasztornym.
Z racji tego, że jezioro przylega do Trzcińska-Zdroju, posiada ono wiele mostków i miejsc do wędkowania. Nad jeziorem znajduje się Dom Zdrojowy w którym mieściło się uzdrowisko leczące borowiną.